# سانتو أدريانو
بلدية سانتو أدريانو (بالإسبانية: Santo Adriano) هي بلدية تقع في منطقة أستورياس شمال غرب إسبانيا.

## الديموغرافيا
بلغ عدد سكان بلدية سانتو أدريانو 265 نسمة عام 2011 (وفقاً للمعهد الوطني للإحصاء الإسباني).
| 357 | 344 | 320 | 280 | 279 | 253 | 265 |